# Body and Soul (1925)
Body and Soul ist ein US-amerikanisches Stummfilmdrama aus dem Jahr 1925 von Oscar Micheaux mit Paul Robeson in der Hauptrolle.

## Handlung
Bei einem Gefangenentransport kann ein Verbrecher entkommen. Er verkleidet sich als Priester und kommt in die Stadt Tatesville in Georgia. Als Reverend Isaiah Jenkins beginnt er zu predigen. Seine Rhetorik ist so feurig und mitreißend, dass schon bald viele der Einwohner zu seinen Bewunderern zählen. Besonders die hart arbeitende Schwester Mary Jane ist von ihm fasziniert. Jenkins wird von Yellow-Curley Hinds besucht, einem Gauner, den er im Gefängnis kennengelernt hat. Sie planen, die Gemeinde zu betrügen, indem sie Spirituosen zu einem Wucherpreis verkaufen und die Gemeindekasse plündern.
Mary Jane hofft, dass der Pastor und ihre junge Tochter Isabelle ein Paar werden und heiraten. Hierfür legt sie ihr hart erarbeitetes Geld zurück und versteckt es in einer Bibel. Isabelle, die einen jungen Mann namens Sylvester liebt, ist von den Plänen ihrer Mutter entsetzt. Für sie ist Jenkins ein Säufer und Sünder. Verärgert lässt Mary Jane ihre weinende Tochter mit Jenkins alleine, damit der ihre Seele retten kann. Jenkins bemächtigt sich des Geldes und verabredet mit Isabelle, dass diese die Schuld auf sich nimmt und nach Atlanta zieht. Isabelle gehorcht, und als ihre Mutter den Brief mit ihrem Geständnis findet, vergibt sie ihr und reist nach Atlanta nach. Dort findet sie Isabelle krank und in Armut lebend wieder. Dem Tode nahe erzählt Isabelle ihr die Wahrheit. Mary Jane erfährt, dass Jenkins ihre Tochter verführt und gezwungen hat, das Geldversteck zu verraten. Mary Jane wiegt ihre Tochter in ihren Armen, bis sie stirbt.
Zurück in Tatesville platzt Mary Jane in eine Predigt und klärt die Einwohner über Jenkins Taten auf. Jenkins muss die Stadt fluchtartig verlassen, die Einwohner versuchen ihn, mit Bluthunden aufzuspüren. In der Nacht dringt Jenkins in Mary Janes Haus auf und wirft ihr vor, ihn ruiniert zu haben. Als die Gemeindeschwestern Caline und Lucy zu Besuch kommen, versteckt Mary Jane den falschen Priester in der Küche. Sie vergibt ihm und schickt ihn später davon. Jenkins versteckt sich in den Wäldern, wird aber von einem Einwohner gestellt, den Jenkins brutal ermordet.
Am nächsten Morgen erwacht Mary Jane und erkennt, dass sie alles nur geträumt hat. Isabelle erzählt ihrer Mutter, dass Sylvester zu einer größeren Summe Geld gekommen sei. Wegen Sylvesters Armut hat Mary Jane dessen bisherige Bitten um Isabelles Hand abgelehnt. Doch nun ist sie bereit, ihrer Tochter das Geld aus der Bibel mitzugeben. Als das Paar später aus den Flitterwochen heimkehrt, hat Mary Jane das Haus für das junge Ehepaar umdekoriert.

## Produktion

### Hintergrund
Gedreht wurde der Film im Oktober und November 1924 in New York.
Im Oktober 1924 wurde bekannt, dass der bekannte Sänger und Bühnenschauspieler Paul Robeson sein Leinwanddebüt in dem nächsten Film des afro-amerikanischen Filmemachers Oscar Micheaux geben werde. An seiner Seite sollte Julia Therese Russell als Isabelle ebenfalls ihr Debüt geben.
Noch vor der Premiere in den USA plante Micheaux im April 1925 eine Reise nach Europa, Russland und möglicherweise auch nach Kairo, um dort den Übersee-Verleih zu verhandeln.
1998 wurde bekannt, dass die Zensurbehörde des Staates New York den Film als skandalös und unmoralisch bezeichnete und als Gefahr zum Hinführen in die Kriminalität ansah. Daraufhin drehte Micheaux einen optimistischeren Schluss und nahm mehrere Kürzungen vor, so dass der Film von ursprünglich neun Rollen auf nur noch fünf Rollen schrumpfte.
Kurioserweise standen die Namen von Julia Theresa Russell und Mercedes Gilbert (als Mary Jane) auf dem Filmplakat, wurden aber weder im Vor- noch im Abspann erwähnt.
2019 wurde der Film in die National Film Registry aufgenommen.

## Veröffentlichung
Die Premiere des Films fand am 9. November 1925 statt. In der Bundesrepublik Deutschland wurde er am 22. Mai 2017 im deutschen Fernsehen ausgestrahlt.

## Kritiken
Der Filmkritiken-Aggregator Rotten Tomatoes hat in einer Auswertung von sieben Kritiken eine Zustimmungsrate von 86 Prozent errechnet. Das Publikumsergebnis hat sich bei 52 Prozent positiver Bewertungen eingependelt.
Das Lexikon des internationalen Films schrieb: „Emotionales Stummfilm-Melodram des afroamerikanischen Kinopioniers Oscar Micheaux, das seinerzeit zu heftigen Kontroversen und Zensureingriffen führte. Neben einigen packenden Filmmomenten ist vor allem der erste Leinwandauftritt des schwarzen Bühnen-Stars Paul Robeson denkwürdig.“
Die Filmzeitschrift Cinema befand: „Frühe, komplexe Studie ungleicher Milieus.“